# Autolytus emertoni
Autolytus emertoni är en ringmaskart som beskrevs av Addison Emery Verrill 1881. Autolytus emertoni ingår i släktet Autolytus och familjen Syllidae. Inga underarter finns listade i Catalogue of Life.